# Alpheus
Genre
Alpheus est un genre regroupant de très nombreuses espèces de crevettes marines de la famille des Alpheidae.

## Symbiose avec les gobies
Les espèces du genre Alpheus s'associent quelquefois à d'autres organismes, notamment des colonies de corail, ou certaines espèces de gobies.
Par exemple le Gobie de Steinitz ou Gobie commensal (Amblyeleotris steinitzi) s'associe avec la crevette Alpheus djeddensis. Le gobie creuse un « terrier » dans le sable que la crevette entretient, et dans lequel la crevette et les gobies vivent. La crevette a mauvaise vue comparativement au gobie, mais si elle le voit ou le sent brutalement rentrer dans le trou, elle le suit. Le gobie et la crevette restent en contact, la crevette utilisant ses antennes et le gobie effleurant la crevette avec sa queue lorsqu'il est alarmé. Chacun des deux gagne de cette relation : la crevette obtient un avertissement à l'approche d'un danger, et le gobie obtient une maison sûre et un endroit dans lequel pondre ses œufs.
Certains aquariophiles reproduisent ce type de symbiose en aquarium.

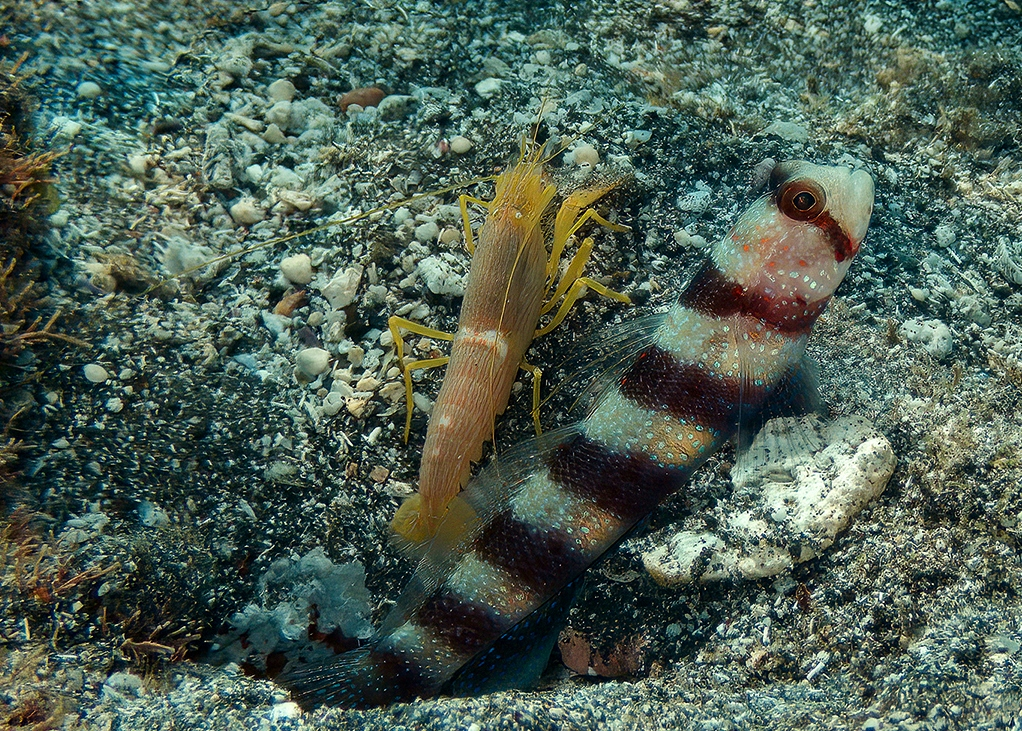
Association mutualiste entre un gobie Amblyeleotris wheeleri et une Alpheus ochrostriatus à la Réunion.
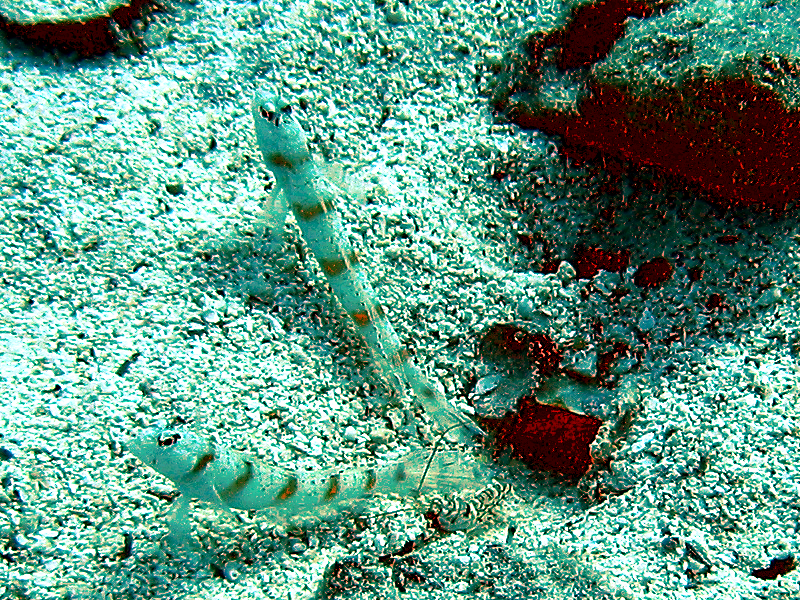
Deux gobies et une crevette du genre Alpheus cohabitent
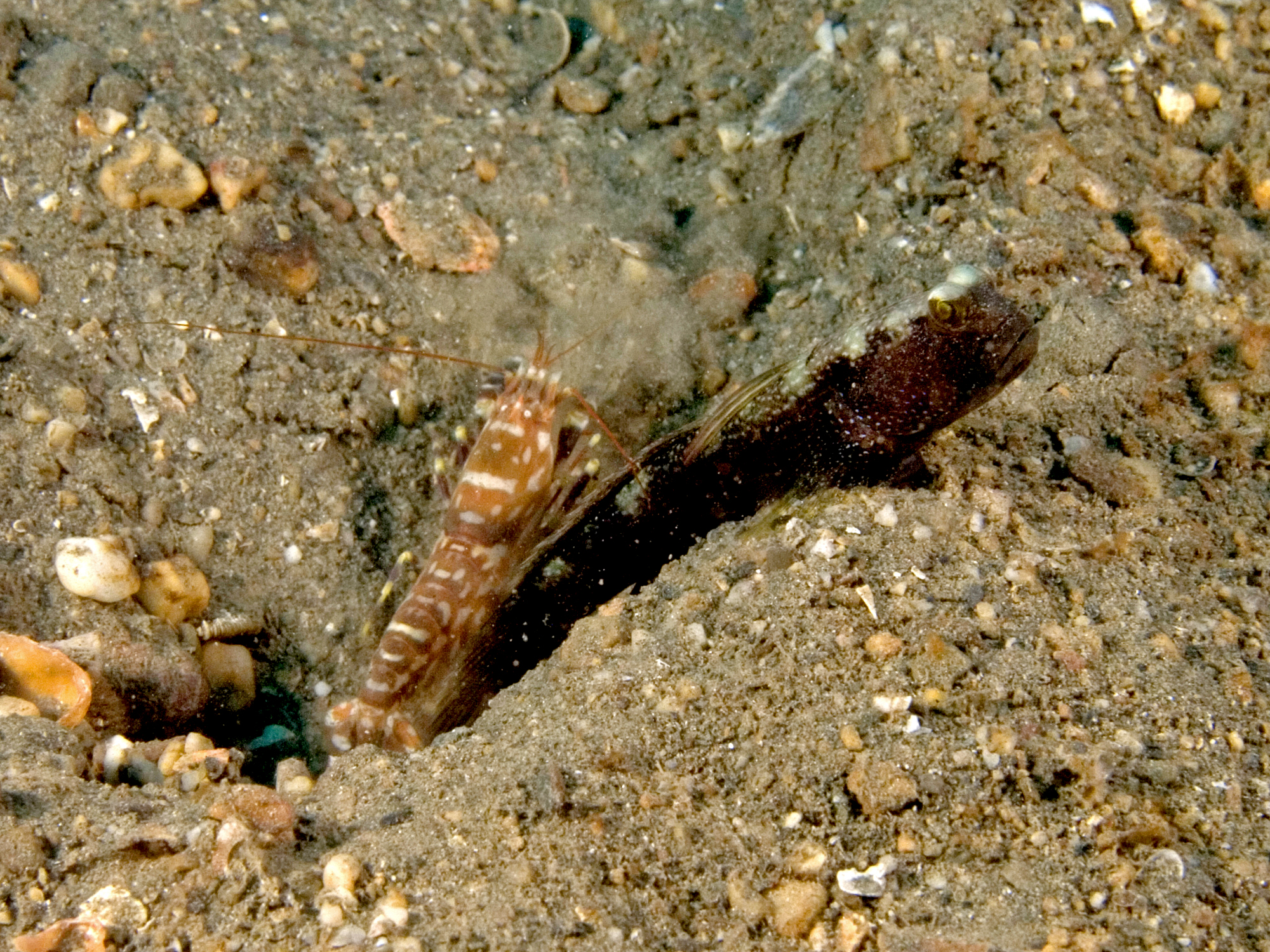
Alpheus bellulus avec Cryptocentrus strigilliceps

## Liste d'espèces
Selon World Register of Marine Species (3 septembre 2014) :

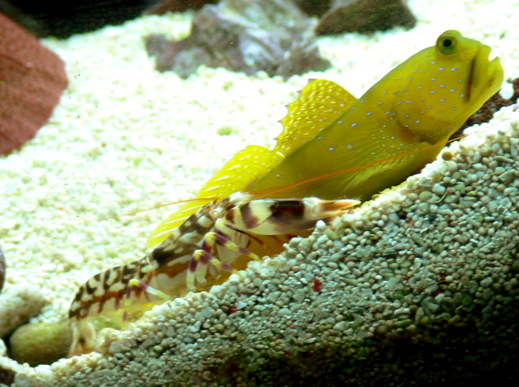
Alpheus bellulus aux côtés d'un gobie soufre.

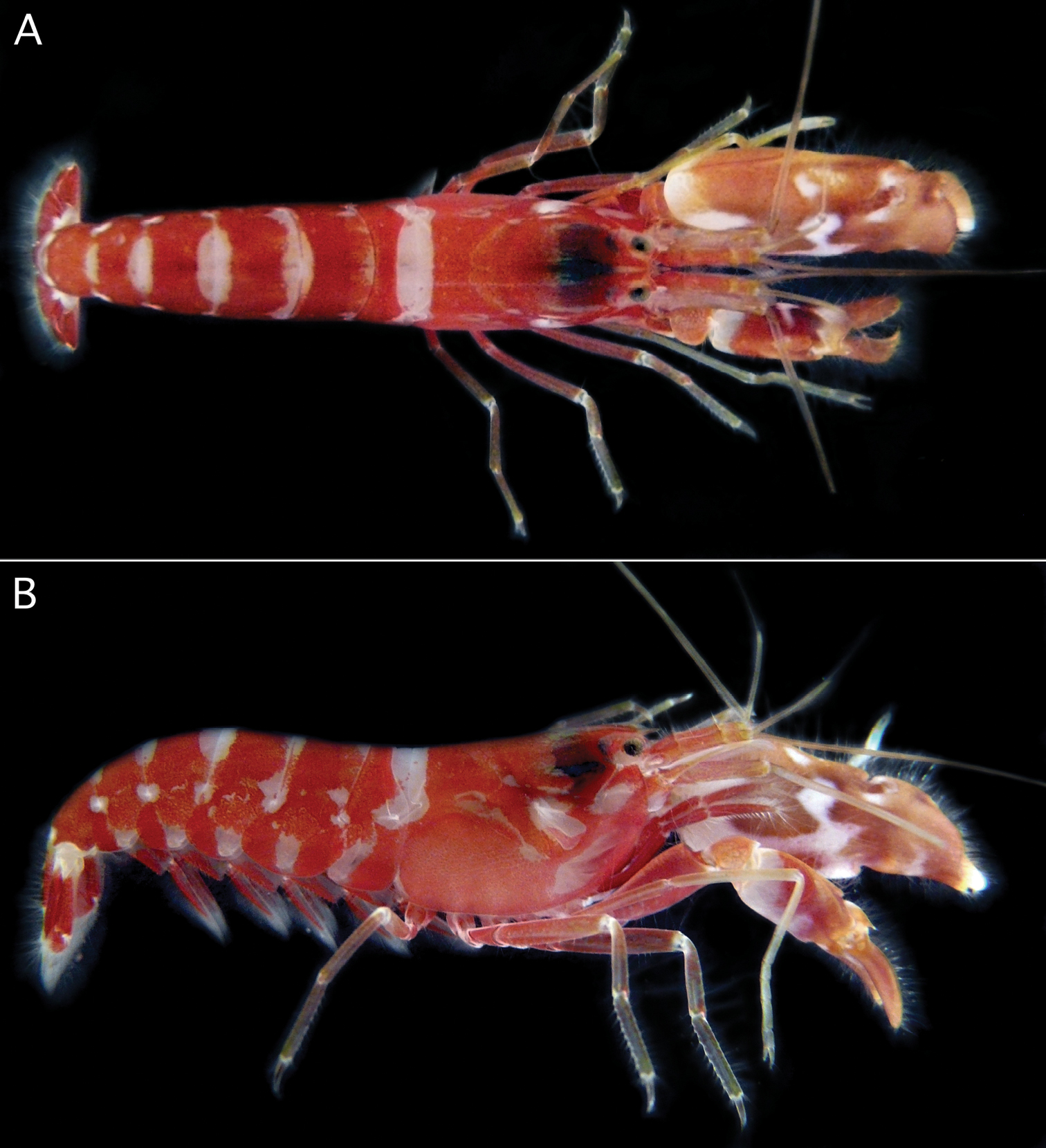
Alpheus cedrici

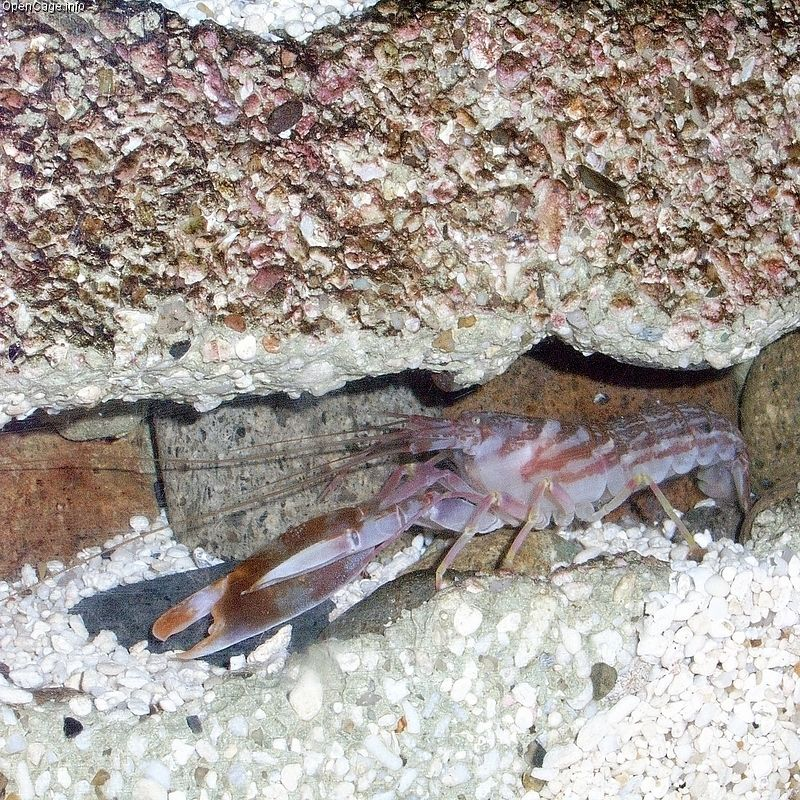
Alpheus distinguendus

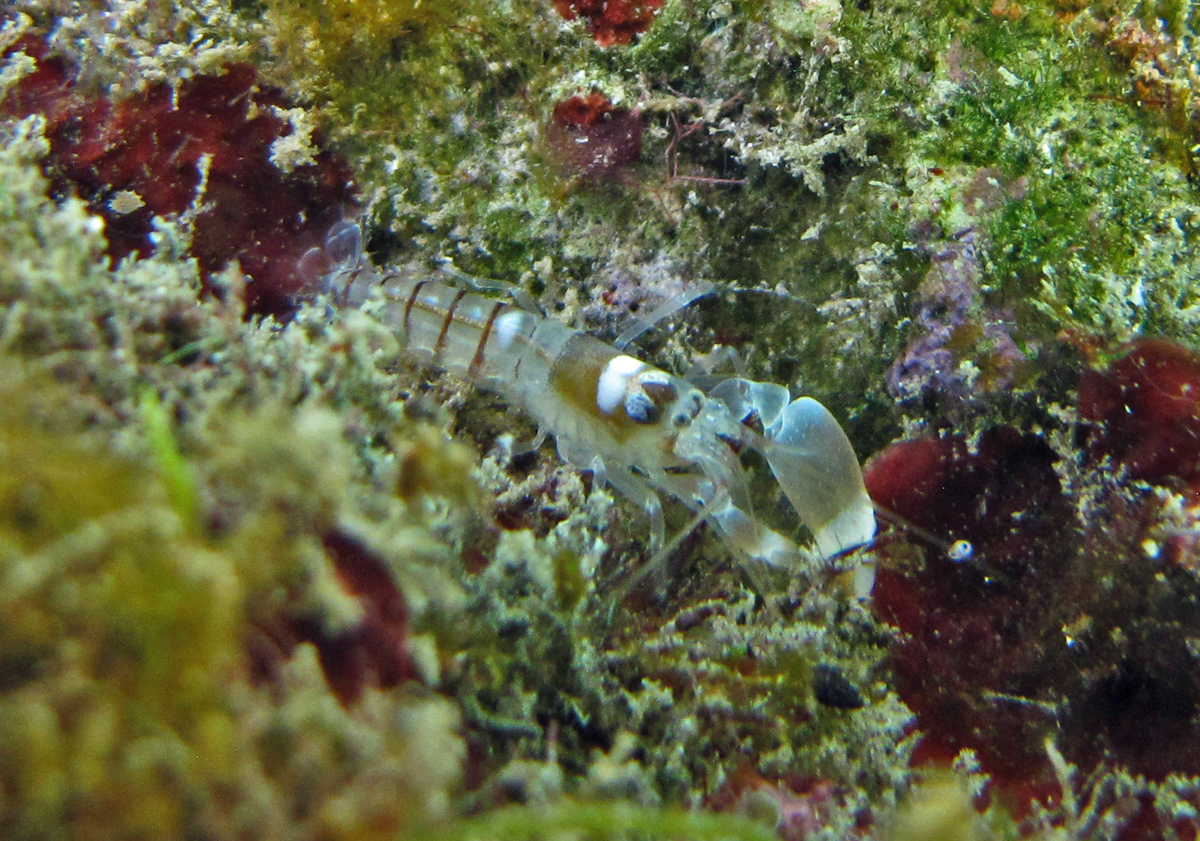
Alpheus dolerus

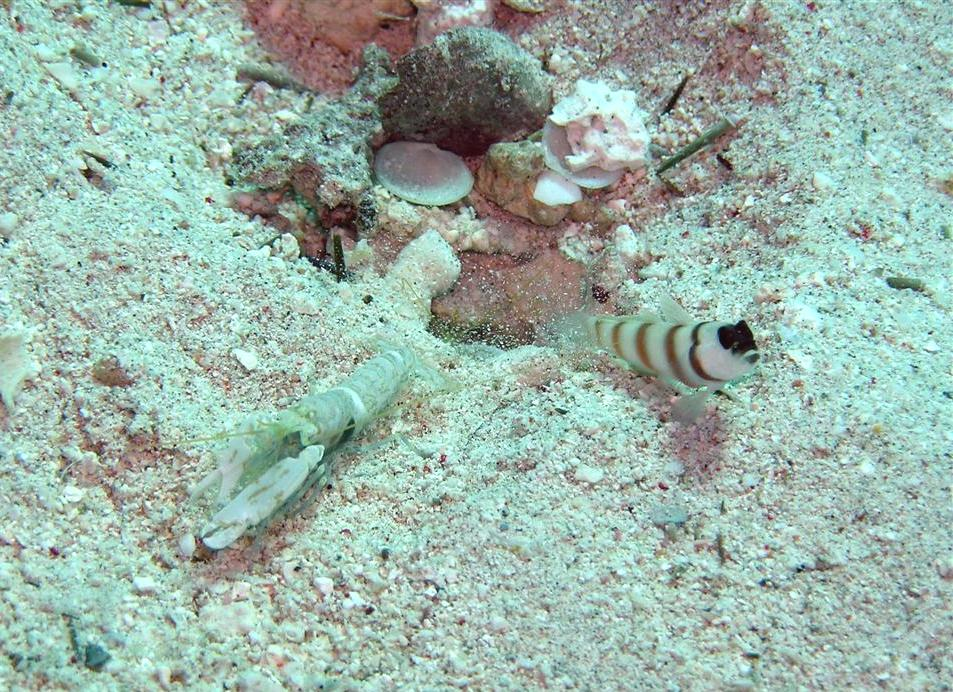
Alpheus Djeddensis

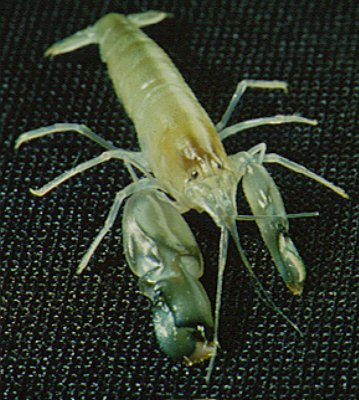
Alpheus heterochaelis

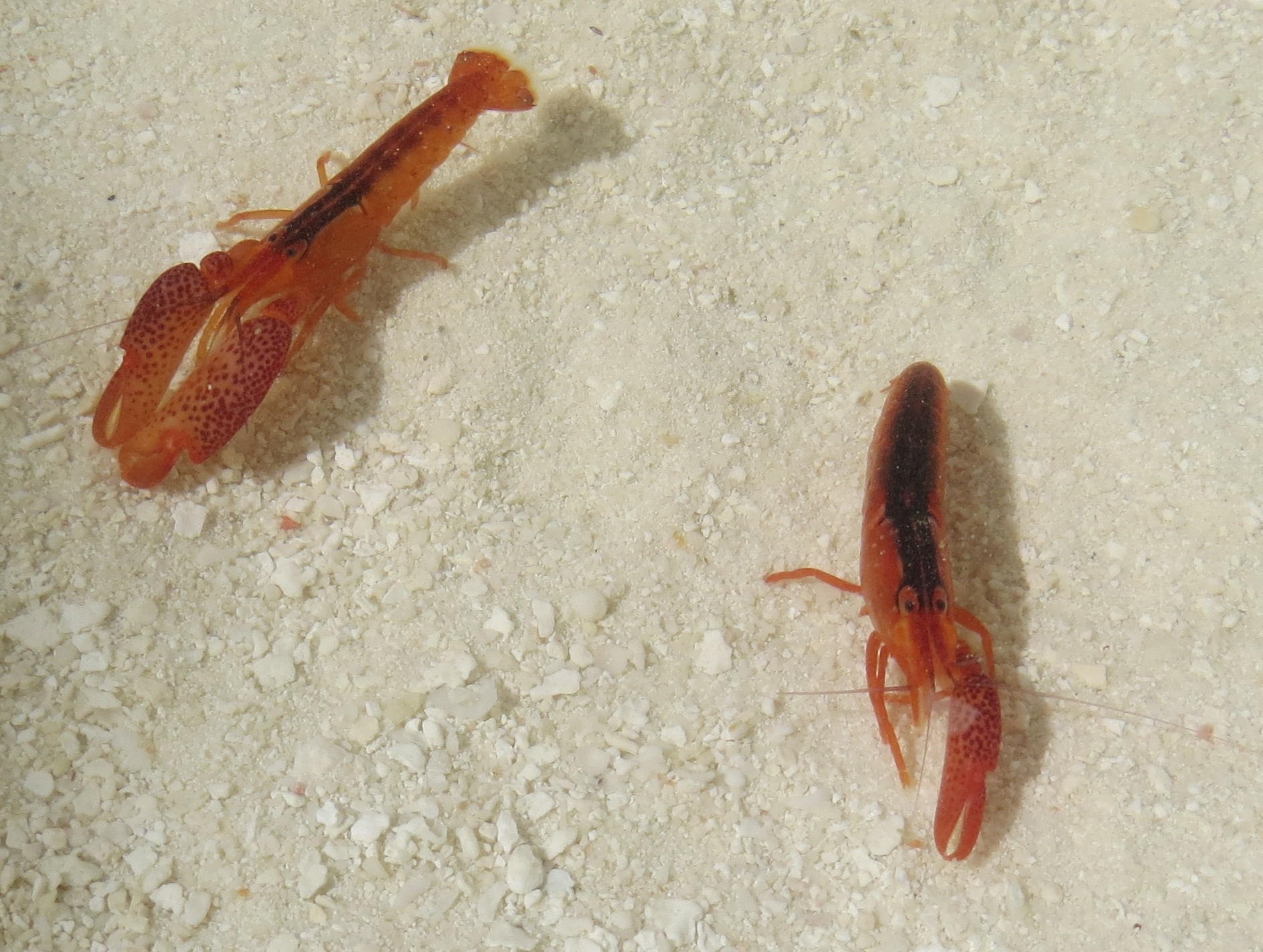
Alpheus lottini

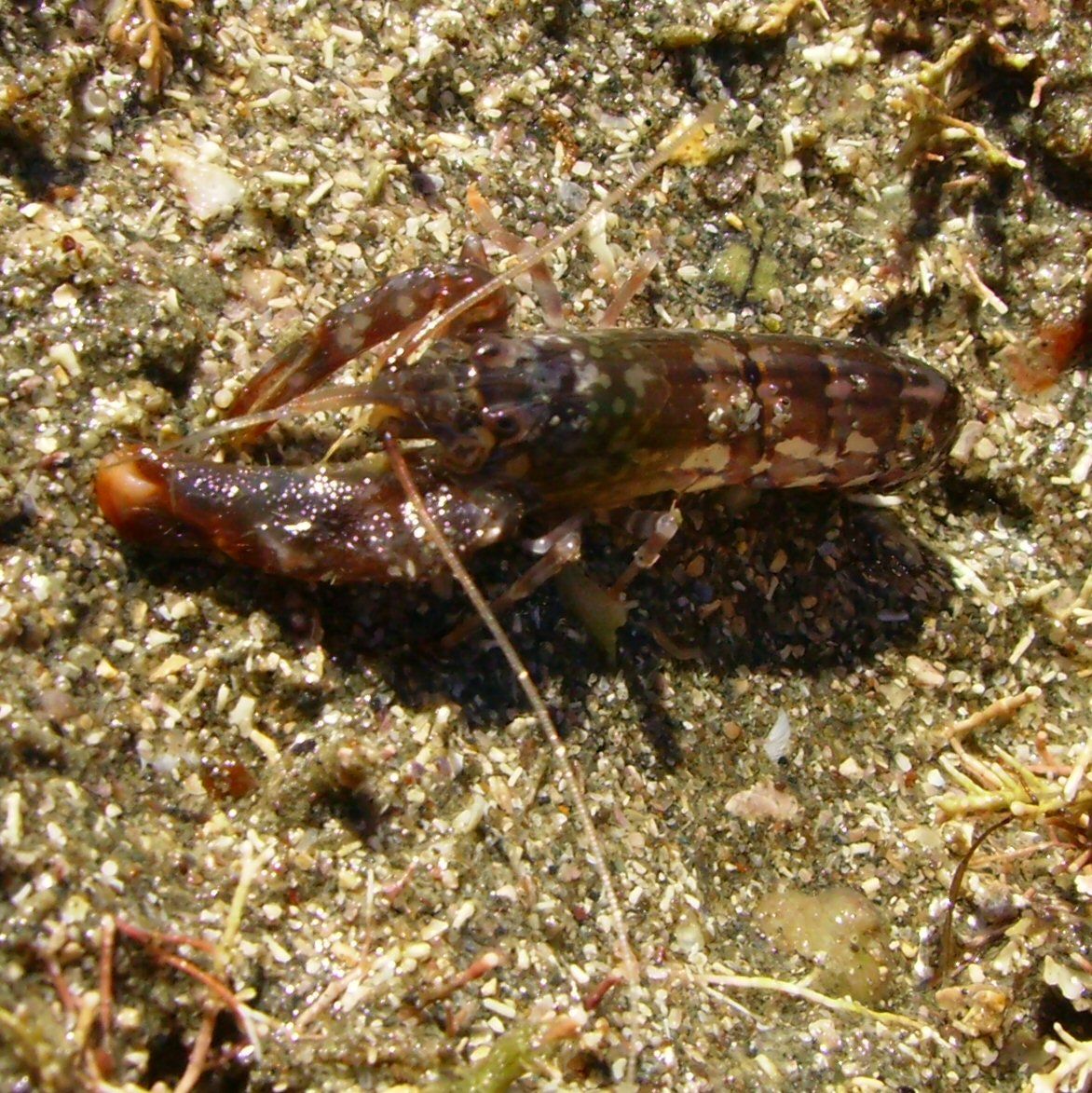
Alpheus novaezealandiae

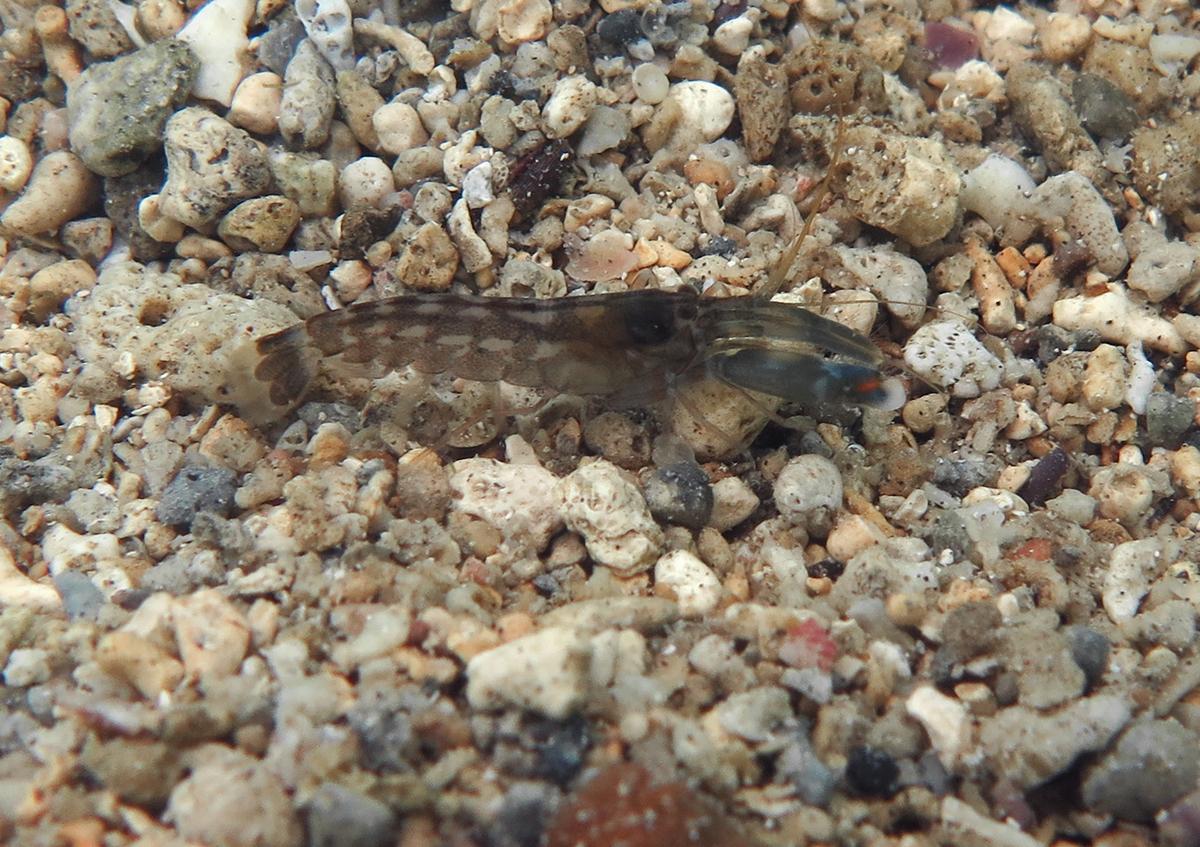
Alpheus pacificus

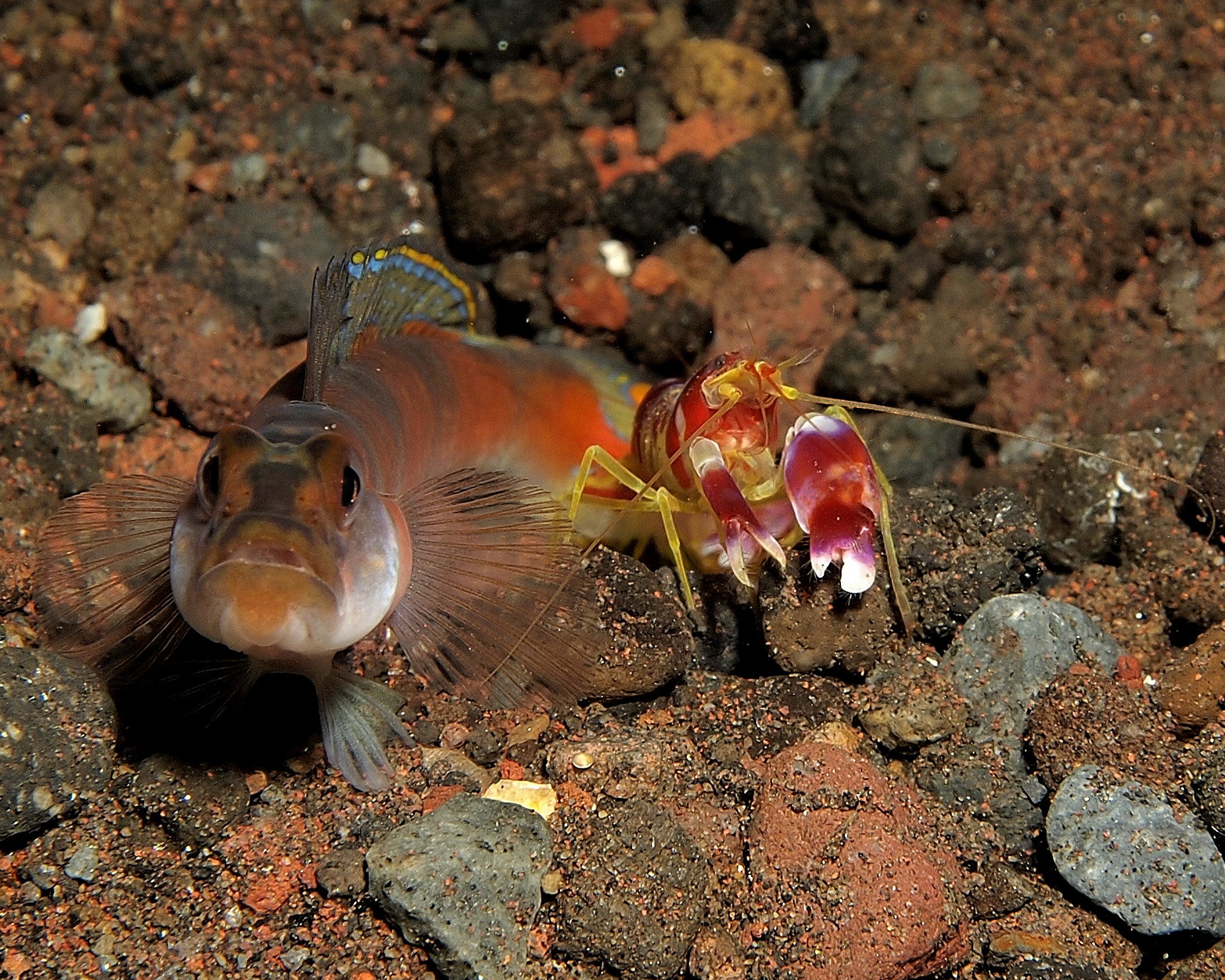
Alpheus randalli

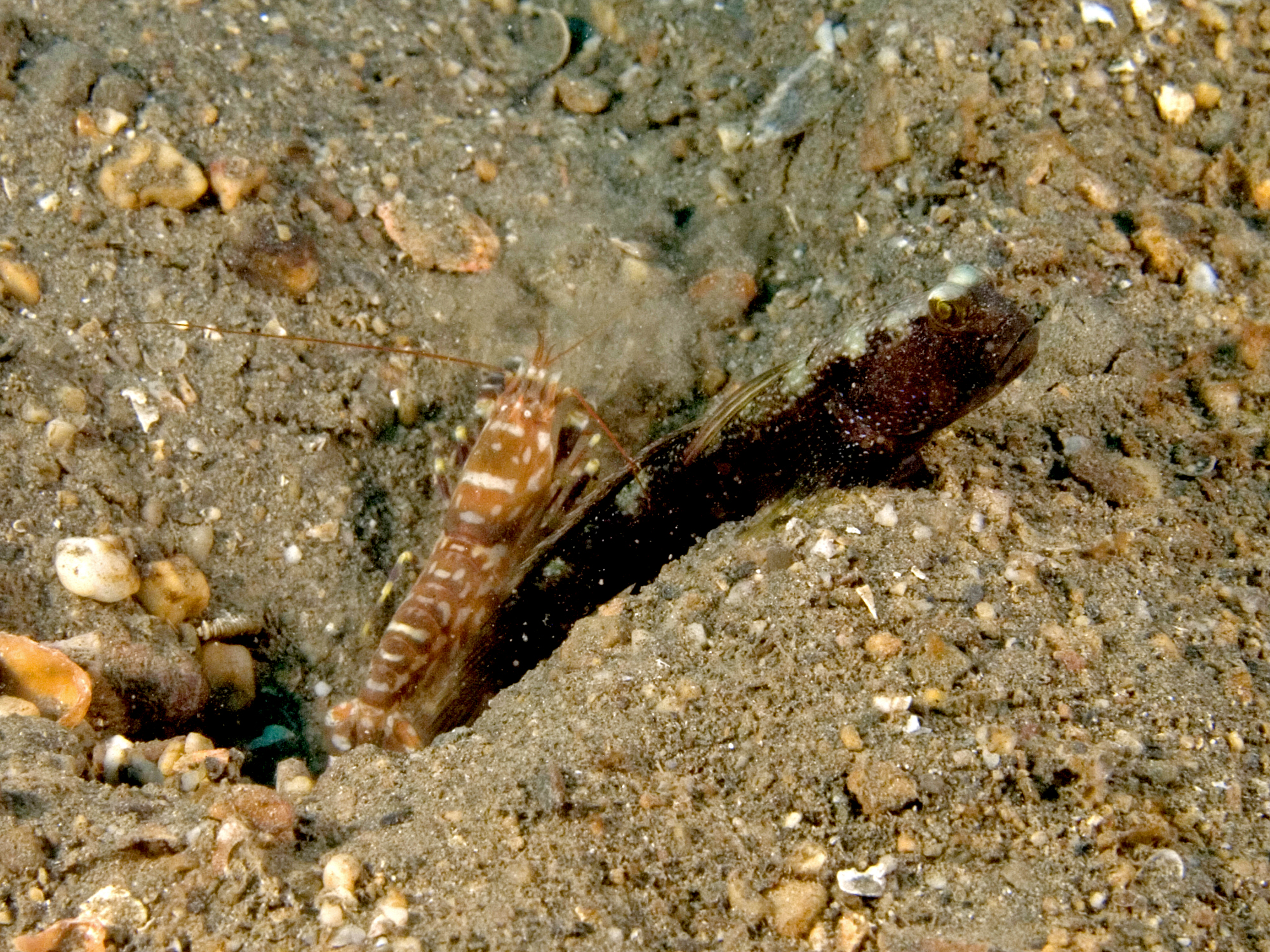
Alpheus rapacida

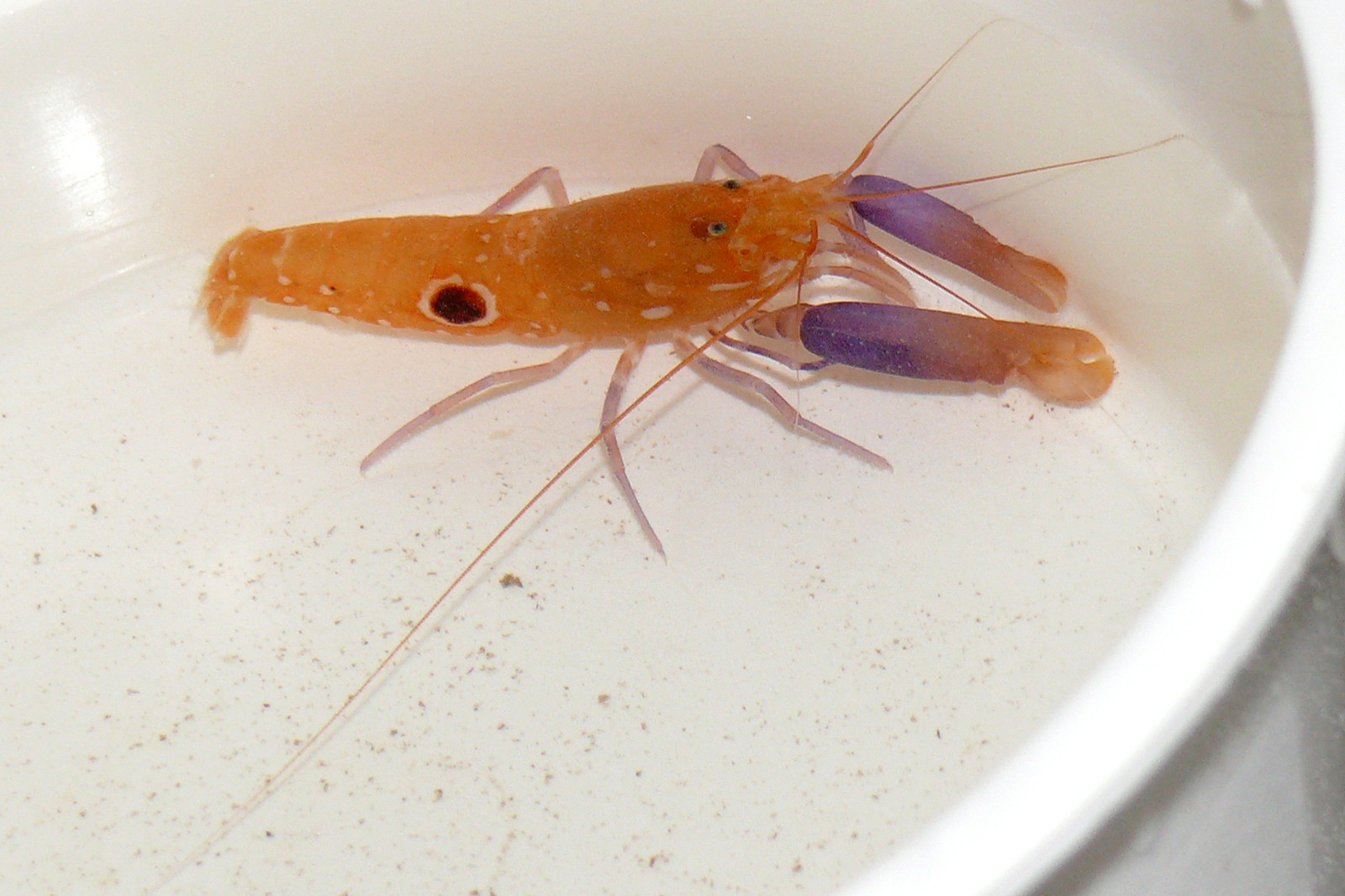
Alpheus soror

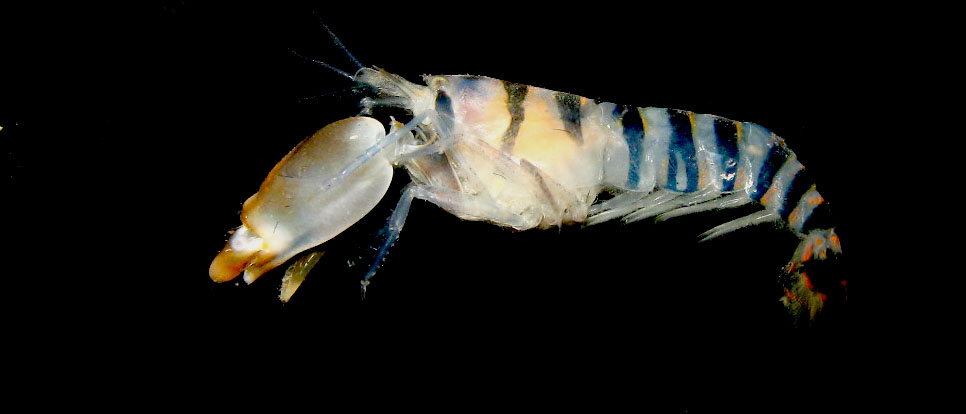
Alpheus thomasi

- Alpheus acutocarinatus de Man, 1909
- Alpheus acutofemoratus Dana, 1852
- Alpheus adamastor Coutière, 1908
- Alpheus aequus W. Kim & Abele, 1988
- Alpheus agilis Anker, Hurt & Knowlton, 2009
- Alpheus agrogon Ramos, 1997
- Alpheus albatrossae (Banner, 1953)
- Alpheus albertei Kazmi & Kazmi, 1979
- Alpheus alcyone de Man, 1902
- Alpheus alpheopsides Coutière, 1905
- Alpheus amarillo Anker, 2012
- Alpheus amblyonyx Chace, 1972
- Alpheus amirantei Coutière, 1908
- Alpheus amphitrite White, 1847
- Alpheus anchistus de Man, 1920
- Alpheus angulosus McClure, 2002
- Alpheus angustilineatus Nomura & Anker, 2005
- Alpheus antepaenultimus W. Kim & Abele, 1988
- Alpheus architectus de Man, 1897
- Alpheus arenensis (Chace, 1937)
- Alpheus arenicolus Banner & Banner, 1983
- Alpheus arethusa de Man, 1909
- Alpheus armatus Rathbun, 1901
- Alpheus armillatus H. Milne Edwards, 1837 (in H. Milne Edwards, 1834-1840)
- Alpheus arnoa Banner, 1957
- Alpheus astrinx Banner & Banner, 1982
- Alpheus australiensis Banner & Banner, 1982
- Alpheus australosulcatus Banner & Banner, 1982
- Alpheus avarus Fabricius, 1798
- Alpheus baccheti Anker, 2010
- Alpheus bahamensis Rankin, 1898
- Alpheus balaenodigitus Banner & Banner, 1982
- Alpheus bannerorum Bruce, 1987
- Alpheus barbadensis (Schmitt, 1924)
- Alpheus barbatus Coutière, 1897
- Alpheus batesi Banner & Banner, 1964
- Alpheus belli Coutière, 1898
- Alpheus bellimanus Lockington, 1877
- Alpheus bellulus Miya & Miyake, 1969
- Alpheus bicostatus de Man, 1908
- Alpheus bidens (Olivier, 1811)
- Alpheus bisincisus De Haan, 1849 (in De Haan, 1833-1850)
- Alpheus bispinosus Streets, 1871
- Alpheus blachei Crosnier & Forest, 1965
- Alpheus bouvieri A. Milne-Edwards, 1878
- Alpheus brachymerus (Banner, 1953)
- Alpheus bradypus Coutière, 1905
- Alpheus brasileiro Anker, 2012
- Alpheus brevicristatus De Haan, 1844 (in De Haan, 1833-1850)
- Alpheus brevipes Stimpson, 1860
- Alpheus brevirostris (Olivier, 1811)
- Alpheus brucei Banner & Banner, 1982
- Alpheus bucephaloides Nobili, 1905
- Alpheus bucephalus Coutière, 1905
- Alpheus buchanorum Banner & Banner, 1983
- Alpheus buckupi Almeida, Terossi, Araújo-Silva & Mantelatto, 2013
- Alpheus bunburius Banner & Banner, 1982
- Alpheus californiensis Holmes, 1900
- Alpheus canaliculatus Banner & Banner, 1968
- Alpheus candei Guérin-Méneville, 1855 (in Guérin-Méneville, 1855-1856)
- Alpheus carlae Anker, 2012
- Alpheus cedrici Anker & De Grave, 2012
- Alpheus chacei Carvacho, 1979
- Alpheus chamorro Banner, 1956
- Alpheus chilensis Lenz, 1902
- Alpheus chiragricus H. Milne Edwards, 1837 (in H. Milne Edwards, 1834-1840)
- Alpheus christofferseni Anker, Hurt & Knowlton, 2007
- Alpheus clamator Lockington, 1877
- Alpheus clypeatus Coutière, 1905
- Alpheus coetivensis Coutière, 1908
- Alpheus collumianus Stimpson, 1860
- Alpheus colombiensis Wicksten, 1988
- Alpheus compressus Banner & Banner, 1981
- Alpheus confusus Carvacho, 1989
- Alpheus coutierei de Man, 1909
- Alpheus cremnus Banner & Banner, 1982
- Alpheus crinitus Dana, 1852
- Alpheus cristatus Coutière, 1897
- Alpheus cristulifrons Rathbun, 1900
- Alpheus crockeri (Armstrong, 1941)
- Alpheus cyanoteles Yeo & Ng, 1996
- Alpheus cylindricus Kingsley, 1878
- Alpheus cythereus Banner & Banner, 1966
- Alpheus dasycheles Coutière, 1908
- Alpheus davaoensis Chace, 1988
- Alpheus dentipes Guérin, 1832
- Alpheus deuteropus Hilgendorf, 1879
- Alpheus diadema Dana, 1852
- Alpheus digitalis De Haan, 1844 (in De Haan, 1833-1850)
- Alpheus distinctus W. Kim & Abele, 1988
- Alpheus djeddensis Coutière, 1897
- Alpheus djiboutensis de Man, 1909
- Alpheus dolerus Banner, 1956
- Alpheus edamensis de Man, 1888
- Alpheus edwardsii (Audouin, 1826)
- Alpheus ehlersii de Man, 1909
- Alpheus estuariensis Christoffersen, 1984
- Alpheus euchirus Dana, 1852
- Alpheus eulimene de Man, 1909
- Alpheus euphrosyne de Man, 1897
- Alpheus exilis W. Kim & Abele, 1988
- Alpheus explorator Boone, 1935
- Alpheus facetus de Man, 1908
- Alpheus fagei Crosnier & Forest, 1965
- Alpheus fasciatus Lockington, 1878
- Alpheus fasqueli Anker, 2001
- Alpheus faxoni Coutière, 1900
- Alpheus felgenhaueri W. Kim & Abele, 1988
- Alpheus fenneri Bruce, 1994
- Alpheus firmus W. Kim & Abele, 1988
- Alpheus flavescens Latreille, 1806
- Alpheus floridanus Kingsley, 1878
- Alpheus foresti Banner & Banner, 1981
- Alpheus formosus Gibbes, 1850
- Alpheus frontalis H. Milne Edwards, 1837 (in H. Milne Edwards, 1834-1840)
- Alpheus fujitai Nomura & Anker, 2005
- Alpheus funafutensis Borradaile, 1899
- Alpheus fushima Nomura, 2009
- Alpheus galapagensis Sivertsen, 1933, 1933
- Alpheus galathea Miers, 1874
- Alpheus georgei Banner & Banner, 1982
- Alpheus glaber (Olivi, 1792)
- Alpheus gracilipes Stimpson, 1860
- Alpheus gracilis Heller, 1861
- Alpheus grahami Abele, 1975
- Alpheus haanii Ortmann, 1890
- Alpheus hailstonei Coutière, 1905
- Alpheus halesii Kirk, 1887
- Alpheus hebes W. Kim & Abele, 1988
- Alpheus heeia Banner & Banner, 1975
- Alpheus heronicus Banner & Banner, 1982
- Alpheus heterocarpus (Yu, 1935)
- Alpheus heterochaelis Say, 1818
- Alpheus heurteli Coutière, 1897
- Alpheus hippothoe de Man, 1888
- Alpheus holthuisi Ribeiro, 1964
- Alpheus homochirus (Yu, 1935)
- Alpheus hoonsooi W. Kim & Abele, 1988
- Alpheus hoplites Nobili, 1906
- Alpheus hoplocheles Coutière, 1897
- Alpheus hortensis Wicksten & McClure, 2003
- Alpheus hululensis Coutière, 1905
- Alpheus hutchingsae Banner & Banner, 1982
- Alpheus hyeyoungae W. Kim & Abele, 1988
- Alpheus hyphalus Chace, 1988
- Alpheus idiocheles Coutière, 1905
- Alpheus immaculatus Knowlton & Keller, 1983
- Alpheus inca Wicksten & Méndez G., 1981
- Alpheus inopinatus Holthuis & Gottlieb, 1958
- Alpheus intermedius Stimpson, 1860
- Alpheus intrinsecus Spence Bate, 1888
- Alpheus isodactylus Afzal, Javed & Barkati, 1986
- Alpheus isthmalleator Hurt, Anker & Knowlton, 2009
- Alpheus japonicus Miers, 1879
- Alpheus javieri Anker, Hurt & Knowlton, 2009
- Alpheus jourdainii Guérin-Méneville, 1857
- Alpheus kagoshimanus Hayashi & Nagata, 2000
- Alpheus kuroshimensis Nomura & Anker, 2005
- Alpheus labis Banner & Banner, 1982
- Alpheus lacertosus W. Kim & Abele, 1988
- Alpheus ladronis Banner, 1956
- Alpheus lanceloti Coutière, 1905
- Alpheus lanceostylus Banner, 1959
- Alpheus lancirostris Rankin, 1900
- Alpheus latus W. Kim & Abele, 1988
- Alpheus lentiginosus Anker & Nizinski, 2011
- Alpheus lepidus de Man, 1908
- Alpheus leptocheles Banner & Banner, 1975
- Alpheus leptochiroides de Man, 1909
- Alpheus leptochirus Coutière, 1905
- Alpheus leviusculus Dana, 1852
- Alpheus lobidens De Haan, 1849 (in De Haan, 1833-1850)
- Alpheus longecarinatus Hilgendorf, 1879
- Alpheus longichaelis Carvacho, 1979
- Alpheus longiforceps Hayashi & Nagata, 2002
- Alpheus longinquus W. Kim & Abele, 1988
- Alpheus lottini Guérin-Méneville, 1838 (in Guérin-Méneville, 1829-1838)
- Alpheus lutosus Anker & De Grave, 2009
- Alpheus macellarius Chace, 1988
- Alpheus macrocheles (Hailstone, 1835)
- Alpheus macroskeles Alcock & Anderson, 1899
- Alpheus maindroni Coutière, 1898
- Alpheus malabaricus (Fabricius, 1775)
- Alpheus malleator Dana, 1852
- Alpheus malleodigitus (Spence Bate, 1888)
- Alpheus manorensis Afzal, Javed & Barkati, 1986
- Alpheus martini W. Kim & Abele, 1988
- Alpheus mathewsae Anker, 2012
- Alpheus mazatlanicus Wicksten, 1983
- Alpheus microrhynchus de Man, 1897
- Alpheus microscaphis (Banner, 1959)
- Alpheus microstylus (Spence Bate, 1888)
- Alpheus miersi Coutière, 1898
- Alpheus migrans Lewinsohn & Holthuis, 1978
- Alpheus millsae Anker, Hurt & Knowlton, 2007
- Alpheus mitis Dana, 1852
- Alpheus miyakei Miya, 1974
- Alpheus moretensis Banner & Banner, 1982
- Alpheus naos Anker, Hurt & Knowlton, 2007
- Alpheus nipa Banner & Banner, 1985
- Alpheus nobili Banner & Banner, 1966
- Alpheus nonalter Kensley, 1969
- Alpheus normanni Kingsley, 1878
- Alpheus notabilis Stebbing, 1915
- Alpheus novaezealandiae Miers, 1876
- Alpheus nuno Anker, 2012
- Alpheus nuttingi (Schmitt, 1924)
- Alpheus oahuensis (Banner, 1953)
- Alpheus obesomanus Dana, 1852
- Alpheus ochrostriatus Karplus, Szlep & Tsurnamal, 1981
- Alpheus ovaliceps Coutière, 1905
- Alpheus pachychirus Stimpson, 1860
- Alpheus pacificus Dana, 1852
- Alpheus packardii Kingsley, 1880
- Alpheus paludicola Kemp, 1915
- Alpheus panamensis Kingsley, 1878
- Alpheus papillosus Banner & Banner, 1982
- Alpheus paracrinitus Miers, 1881
- Alpheus paradentipes Coutière, 1905
- Alpheus paraformosus Anker, Hurt & Knowlton, 2008
- Alpheus paralcyone Coutière, 1905
- Alpheus paralpheopsides Coutière, 1905
- Alpheus parasocialis Banner & Banner, 1982
- Alpheus parvimaculatus Nomura & Anker, 2005
- Alpheus parvimanus Kingsley, 1878
- Alpheus parvirostris Dana, 1852
- Alpheus parvus de Man, 1909
- Alpheus peasei (Armstrong, 1940)
- Alpheus percyi Coutière, 1908
- Alpheus perezi Coutière, 1908
- Alpheus perplexus Banner, 1956
- Alpheus petronioi Almeida, Terrosi & Mantelatto, 2014
- Alpheus philoctetes de Man, 1909
- Alpheus platydactylus Coutière, 1897
- Alpheus platyunguiculatus (Banner, 1953)
- Alpheus polystictus Knowlton & Keller, 1985
- Alpheus polyxo de Man, 1909
- Alpheus pontederiae de Rochebrune, 1883
- Alpheus pouang Christoffersen, 1979
- Alpheus praedator de Man, 1908
- Alpheus proseuchirus de Man, 1908
- Alpheus pseudoedwardsii Afzal, Javed & Barkati, 1986
- Alpheus pseudopugnax (Banner, 1953)
- Alpheus puapeba Christoffersen, 1979
- Alpheus pubescens de Man, 1908
- Alpheus pugnax Dana, 1852
- Alpheus punctatus Anker, 2012
- Alpheus purpurilenticularis Karplus & Ben Tuvia, 1979
- Alpheus pustulosus Banner & Banner, 1968
- Alpheus quasirapacida Chace, 1988
- Alpheus randalli Banner & Banner, 1980
- Alpheus rapacida de Man, 1908
- Alpheus rapax Fabricius, 1798
- Alpheus rathbuni Coutière, 1900
- Alpheus rectus W. Kim & Abele, 1988
- Alpheus ribeiroae Anker & Dworschak, 2004
- Alpheus richardsoni Yaldwyn, 1971
- Alpheus romensky Burukovsky, 1990
- Alpheus roquensis Knowlton & Keller, 1985
- Alpheus roseodigitalis Nomura & Anker, 2005
- Alpheus rostratus W. Kim & Abele, 1988
- Alpheus rubromaculatus Karplus, Szlep & Tsurnamal, 1981
- Alpheus rudolphi Almeida & Anker, 2011
- Alpheus rugimanus A. Milne-Edwards, 1878
- Alpheus samoa Banner & Banner, 1966
- Alpheus saulcyi Guérin-Méneville, 1855 (in Guérin-Méneville, 1855-1856)
- Alpheus savignyi Guérin-Méneville, 1857
- Alpheus savuensis de Man, 1908
- Alpheus saxidomus Holthuis, 1980
- Alpheus schmitti Chace, 1972
- Alpheus scopulus W. Kim & Abele, 1988
- Alpheus sculptimanus Guérin-Méneville, 1857
- Alpheus serenei Tiwari, 1964
- Alpheus setimanus Cano, 1888
- Alpheus sibogae de Man, 1908
- Alpheus simus Guérin-Méneville, 1855 (in Guérin-Méneville, 1855-1856)
- Alpheus sizou Banner & Banner, 1967
- Alpheus socialis Heller, 1862
- Alpheus soelae Banner & Banner, 1986
- Alpheus soror Bruce, 1999
- Alpheus spatulatus Banner & Banner, 1968
- Alpheus spinicaudus Lockington, 1878
- Alpheus splendidus Coutière, 1897
- Alpheus spongiarum Coutière, 1897
- Alpheus stanleyi Coutière, 1908
- Alpheus stantoni Banner & Banner, 1986
- Alpheus staphylinus Coutière, 1908
- Alpheus stephensoni Banner & Smalley, 1969
- Alpheus styliceps Coutière, 1905
- Alpheus sudara Banner & Banner, 1966
- Alpheus sulcatus Kingsley, 1878
- Alpheus suluensis Chace, 1988
- Alpheus supachai Banner & Banner, 1966
- Alpheus superciliaris Coutière, 1905
- Alpheus talismani Coutière, 1898
- Alpheus tampensis Anker, 2012
- Alpheus tamulus Fabricius, 1798
- Alpheus tasmanicus Banner & Banner, 1982
- Alpheus tenuicarpus de Man, 1908
- Alpheus tenuimanus Lockington, 1878
- Alpheus tenuipes de Man, 1910
- Alpheus tenuis W. Kim & Abele, 1988
- Alpheus thomasi Hendrix & Gore, 1973
- Alpheus tirmiziae Kazmi, 1974
- Alpheus tricolor Anker, 2001
- Alpheus triphopus Nobili, 1906
- Alpheus triton White, 1847
- Alpheus tungii Banner & Banner, 1966
- Alpheus umbo W. Kim & Abele, 1988
- Alpheus utriensis Ramos & von Prahl, 1989
- Alpheus vanderbilti Boone, 1930
- Alpheus verrilli (Schmitt, 1924)
- Alpheus villosus (Olivier, 1811)
- Alpheus villus W. Kim & Abele, 1988
- Alpheus viridari (Armstrong, 1949)
- Alpheus waltervadi Kensley, 1969
- Alpheus websteri Kingsley, 1880
- Alpheus wickstenae Christoffersen & Ramos, 1987
- Alpheus williamsi Bruce, 1994
- Alpheus wonkimi Anker & Pachelle, 2013
- Alpheus xanthocarpus Anker, Hurt & Knowlton, 2008
- Alpheus xishaensis Liu & Lan, 1980
- Alpheus zimmermani Anker, 2007
- Alpheus zulfaquiri Kazmi, 1982